# Probaryconus indicus
Probaryconus indicus är en stekelart som först beskrevs av Jean-Jacques Kieffer 1907.  Probaryconus indicus ingår i släktet Probaryconus och familjen Scelionidae. Inga underarter finns listade i Catalogue of Life.